# Chan Shing Chung
Chan Shing Chung es un deportista hongkonés que compitió en atletismo adaptado. Ganó cinco medallas en los Juegos Paralímpicos de Verano entre los años 1988 y 2000.

## Palmarés internacional
| Juegos Paralímpicos | Juegos Paralímpicos      | Juegos Paralímpicos | Juegos Paralímpicos |
| Año                 | Lugar                    | Medalla             | Prueba              |
| ------------------- | ------------------------ | ------------------- | ------------------- |
| 1988                | Seúl (Corea del Sur)     | Medalla de bronce   | 4 × 100 m C7-8      |
| 1992                | Barcelona (España)       | Medalla de plata    | 100 m C8            |
| 1996                | Atlanta (Estados Unidos) | Medalla de oro      | 4 × 100 m T34-37    |
| 2000                | Sídney (Australia)       | Medalla de bronce   | 4 × 100 m T38       |
| 2000                | Sídney (Australia)       | Medalla de bronce   | 4 × 400 m T38       |